# Jotapa I
Jotapa I lub Jotape I (gr. Ἰωτάπη, Iōtápē, ur. 43 p.n.e., zm. ?) – córka Artawazdesa I, króla Medii Atropatene, i nieznanej z imienia królowej, żona Mitrydatesa III Antiocha Epifanesa, króla Kommageny.

## Życiorys
W r. 34 p.n.e. została zaręczona z księciem Aleksanderm Heliosem, synem królowej Egiptu Kleopatry VII i rzymskiego triumwira Marka Antoniusza, by zacieśnić więzy przyjaźni między ich ojcami. W r. 30 p.n.e. Jotapa opuściła Aleksandrię, gdy Egipt został najechany przez Oktawiana (przyszłego cesarza Augusta) i jego armię. Jotapa postanowiła wrócić do ojca. Po r. 30 p.n.e. poślubiła Mitrydatesa III Antiocha Epifanesa, króla Kommageny. Dzięki małżeństwu stała się królową Kommageny. Urodziła mężowi troje dzieci (syna i dwie córki):
- Antioch III Filokajsar (zm. 17 n.e.), przyszły król Kommageny
- Jotapa II, późniejsza żona brata Antiocha III Filokajsara, króla Kommageny
- Jotapa, późniejsza żona Sampsigeramosa II, króla Emesy